# كريستيان فوليسكي
كريستيان فوليسكي (بالإنجليزية: Christian Volesky)‏ هو لاعب كرة قدم أمريكي في مركز الهجوم، ولد في 15 سبتمبر 1992 في هندرسون في الولايات المتحدة. لعب مع نادي توكسون ونادي كولورادو سبرينغس.

## وصلات خارجية
- كريستيان فوليسكي على موقع الدوري الأمريكي (الإنجليزية)
- كريستيان فوليسكي على موقع قاعدة بيانات كرة القدم.إي يو (الإنجليزية)